# Vasikalaid
Vasikalaid, auch Vassiklaid, ist eine unbewohnte Insel, 150 Meter von der größten estnischen Insel Saaremaa entfernt. Sie gehört zur Landgemeinde Saaremaa im Kreis Saare in der Bucht Abaja laht (laht = Bucht). Die bewaldete Insel liegt im Nationalpark Vilsandi. Sie ist 3,3 Hektar groß und hat einen Umfang von 1,2 Kilometern. Der nächste Ort ist Rootsiküla.